# Преображенський (Краснослободський район)
Преображе́нський (рос. Преображенский, ерз. Красный коноплевод) — селище у складі Краснослободського району Мордовії, Росія. Входить до складу Старозубарьовського сільського поселення.
Населення — 836 осіб (2010; 985 у 2002).
Національний склад (станом на 2002 рік):
- росіяни — 64 %
- мокшани — 30 %

Стара назва — Совхоз Красний Коноплевод, Совхоз «Красний Коноплевод».